# Brusa
|  | Per a altres significats, vegeu «Brusa (Turquia)». |

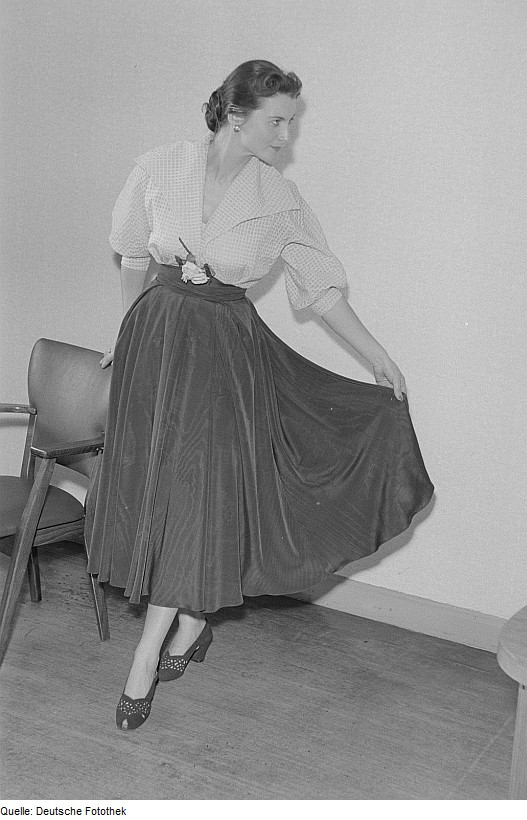
Dona amb conjunt de brusa i faldilla a la moda de 1953

Brusa és el nom donat a dos grans tipus de peça superior de roba, l'un per a home i l'altre per a dona, emparentats entre si i amb la camisa.

## Brusa femenina
La brusa femenina és una peça de vestir ampla o bufada (punt que la distingeix de la camisa), amb mànigues (llargues o curtes) o sense, generalment cordada al davant, que cobreix el tronc. Sol ésser feta de roba prima (cotó, lli, seda, niló, etc.). També es considera brusa la peça superior femenina d'ús exterior, i susceptible de ser coberta per jaqueta, quan, tot i no ser ampla ni bufada, presenta un disseny prou diferent del model masculí de camisa (vegeu la foto en colors), segons una casuística difícilment reductible a definició, però socialment actuant.

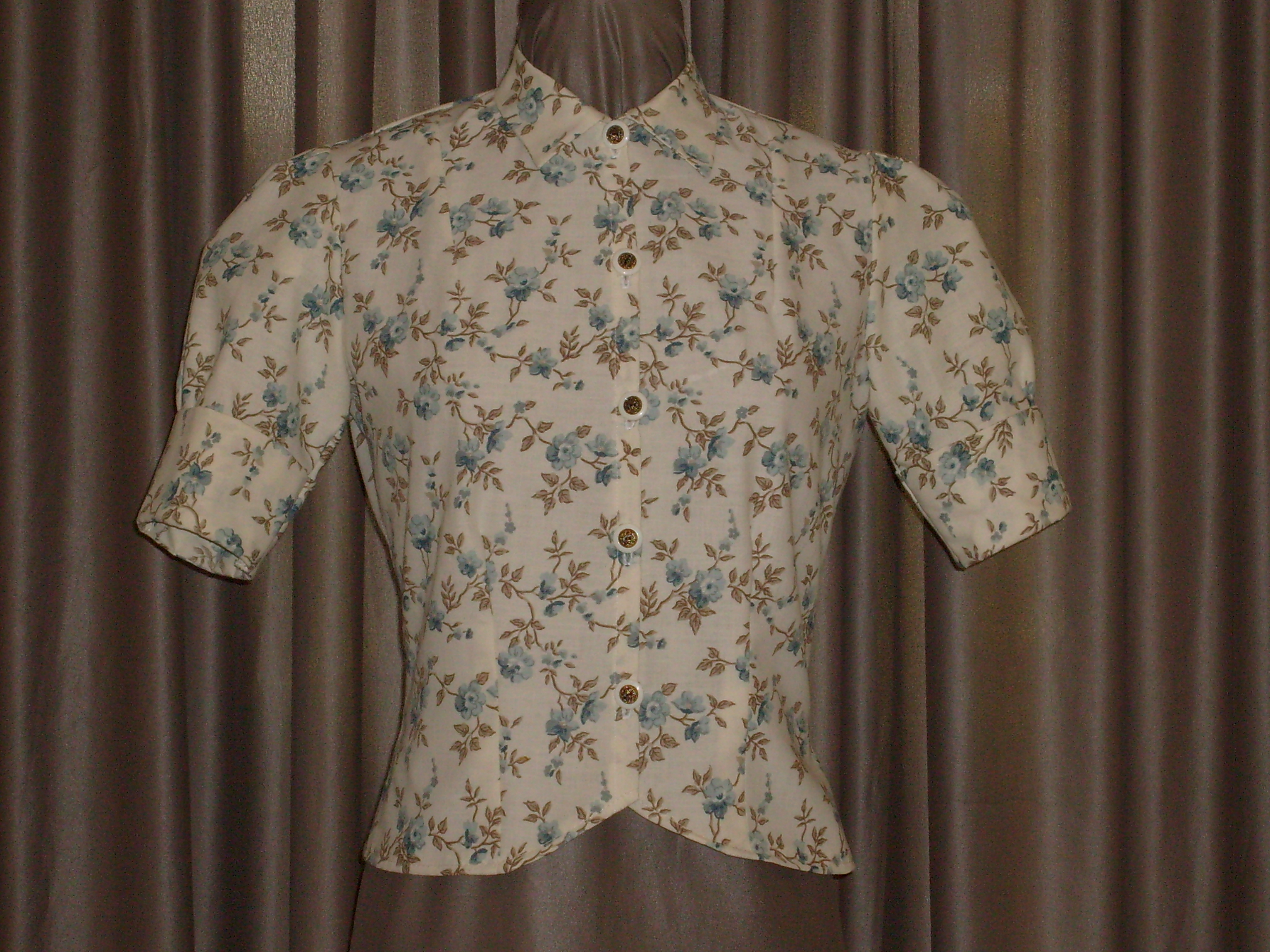
Brusa a la moda de 1941

## Brusa masculina
La brusa masculina és una peça superior ampla o bufada i amb mànigues llargues, de roba prima, usada generalment per a treballar, sovint deixant caure els faldons per sobre dels pantalons; pot ser oberta i tancar amb botons, o bé tancada i col·locar-se pel cap. Bruses d'aquest tipus formaren part de la indumentària obrera durant la segona meitat del segle xix i a inicis del XX. Les cèlebres camises roges dels garibaldins eren bruses d'aquesta mena, de fet. També es vinculen a la imatge tòpica del poeta romàntic.

## Bruses militars
La brusa marinera és la peça superior típica de la marineria militar; s'individua entre totes les altres per la inclusió de coll mariner. N'hi ha hagut i n'hi ha imitacions civils per a ús de dones i infants, sobretot.

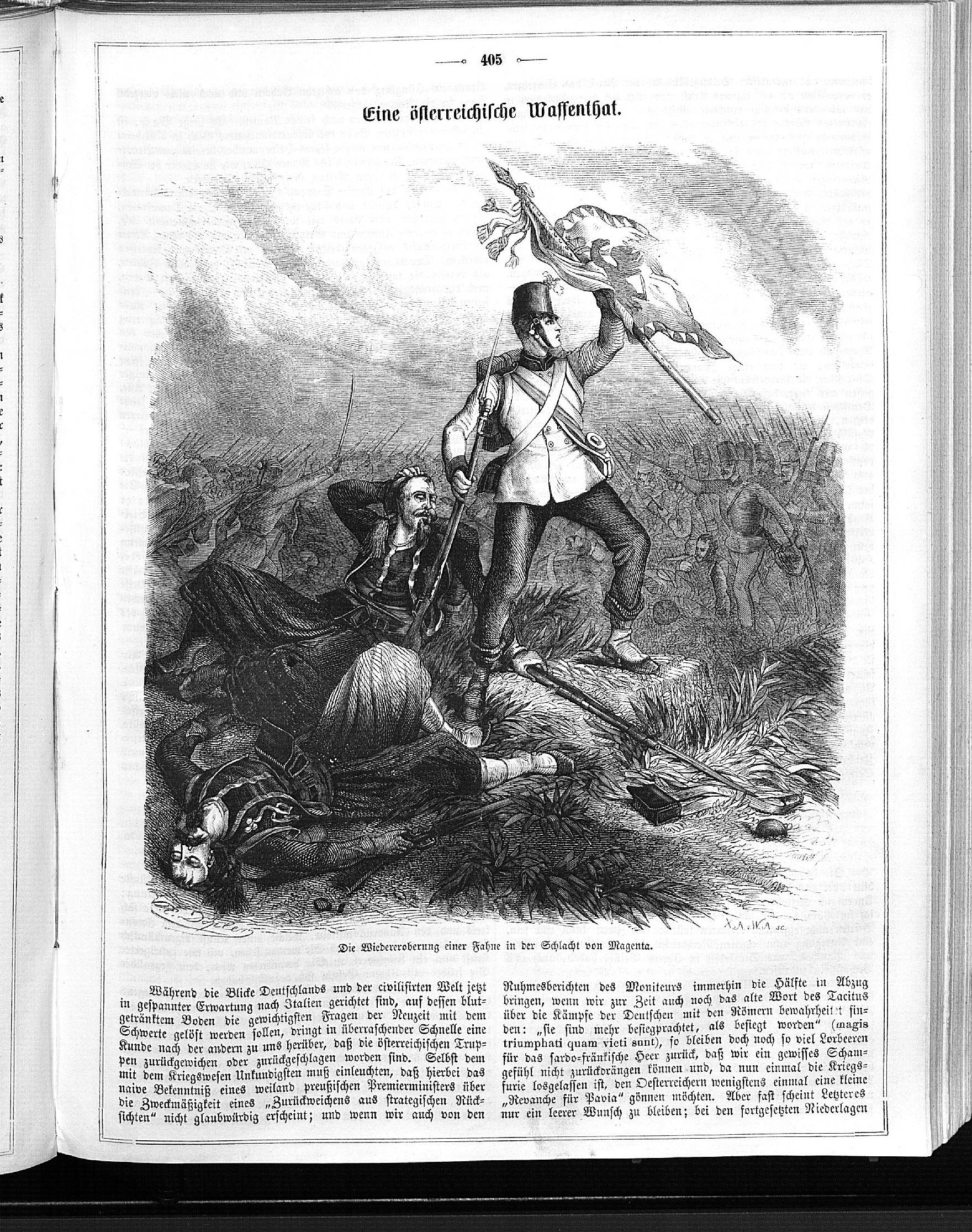
Brusa militar: soldat austríac amb Kittel a la batalla de Solferino (1859)

Peces de vestir anàlogues a la brusa masculina, però amb faldó o faldons de longitud de jaqueta, s'usaren en diversos exèrcits com a alternativa estiuenca a la guerrera; els casos més característics foren el Kittel de l'exèrcit austríac i la guimnastiorka de l'exèrcit rus (i del soviètic). En particular, el Kittel austríac (1849-1867), fet de roba prima, imitava el disseny de la guerrera (Waffenrock) coetània en versió simplificada; com aquesta, era blanc, creuat, amb doble fila de botons i amb coll dret arrodonit; però usualment mancava de vius i en comptes de coll de color indicava l'arma o unitat mitjançant Parolis.
També s'anomena brusa la sobrejaqueta de campanya tancada que es passa pel cap, generalment mancada de coll i amb superfície mimètica, del tipus de la Tarnhemd nazi; allò que en anglès s'anomena smock, en francès blouse i en espanyol blusón.
La brusa de salt (ang. jump smock, esp. blusón de salto, fr. blouse de saut, it. giaccone da lancio) és la peculiar guerrera o jaqueta de campanya, ampla i llarga, típica de l'equipament de salt dels paracaigudistes militars; en són exemples clàssics la Knochensack nazi i la Denison smock britànica.
Brusa de campanya és una denominació alternativa de la jaqueta de campanya, sobretot en referència a la variant d'estiu.